# Constant Fornerod
Constant Fornerod (Avenches, 30 mei 1819 - Bettens, 27 november 1899) was een Zwitsers politicus. In 1851 was hij bondspresident van Zwitserland.

## Opleiding
Fornerod studeerde rechten en filosofie aan de Universiteit van Lausanne. Hij studeerde daarna verder in Tübingen, Heidelberg en Parijs. Na zijn terugkeer was hij als advocaat werkzaam en daarna als hoogleraar Romeins recht in Lausanne.

## In het kanton Vaud
In 1845 sloot Fornerod zich aan bij de Radicale Partij, de voorloper van de huidige Vrijzinnige-Democratische Partij (FDP). Van 1845 tot 1855 zat hij namens het district Avenches in de Grote Raad van Vaud. Van 1845 tot 1848 was hij tevens Staatsschreiber (een soort kanselier) van Vaud en van 1845 tot 1855 maakte hij als beheerder van het departement van Justitie en Politie deel uit van de Staatsraad van Vaud. Van 1 januari 1851 tot 31 december 1851 was Constant Fornerod bondspresident van Zwitserland.

## Lid van de Bondsraad en bondspresident

### Mandaten
Na de Sonderbund-oorlog, de burgeroorlog die door de liberalen was gewonnen, maakte Fornerod snel carrière in de federale politiek. In 1853 werd hij in de Kantonsraad gekozen, waar hij bleef zetelen tot in 1855.
Op 11 juli 1855 werd Fornerod als opvolger van Henri Druey in de Bondsraad gekozen. Hij was en is nog steeds het jongste lid ooit van de Bondsraad: hij trad toe op 35-jarige leeftijd. Als lid van de Bondsraad beheerde Fornerod de volgende departementen:
- 1855-1856: Departement van Handel en Douane
- 1857: Departement van Buitenlandse Zaken
- 1858: Departement van Handel en Douane
- 1859-1861: Departement van Financiën
- 1862: Departement van Militaire Zaken
- 1863: Departement van Politieke Zaken
- 1864-1866: Departement van Militaire Zaken
- 1867: Departement van Politieke Zaken

Constant Fornerod was in 1856, 1862 en in 1866 vicepresident en in 1857, 1863 en 1867 bondspresident. Op 31 december 1867 kwam er een einde aan het mandaat van Fornerod. Hij werd opgevolgd door Victor Ruffy.

### Beleid
Als minister van Buitenlandse Zaken speelde hij belangrijke rol bij het opzetten van Zwitserse ambassades in Turijn en Berlijn.

## Latere carrière
Na zijn terugtreden uit de Bondsraad werd hij één der leiders van het financiële instituut Crédit franco-suisse, dat hij eerst in Genève en daarna in Parijs leidde. In 1870 ging het instituut bankroet, en Fornerod, die in deze zaak verwikkeld was, moest een jarenlange gevangenisstraf uitzitten. Na zijn vrijlating vond hij een baan als klein ambtenaar bij de spoorwegmaatschappij Jura-Simplon. Later ging hij inwonen bij zijn broer Justin, een emeritus dominee.